# Синдхи (етнос)
Синдхите са основно население на провинция Синд в Пакистан с обща численост над 45 000 000 души.
Мнозинството от синдхите са мюсюлмани-сунити, в индийската част на областта Синд са предимно индуисти.